# 蒙泰罗杜尼
蒙泰罗杜尼（義大利語：Monteroduni），是意大利伊塞尔尼亚省的一个市镇。总面积37平方公里，人口2298人，人口密度62.1人/平方公里（2009年）。ISTAT代码为094030。